# Man on the Edge
A Man on the Edge az Iron Maiden brit heavy metal együttes 1995-ös The X Factor albumának első kislemezen kiadott dala. Ez volt az Iron Maiden első hivatalos kiadványa a zenekarhoz 1994-ben csatlakozott Blaze Bayley énekessel. A kislemez a brit slágerlistán a 10. helyet szerezte meg.

## Története
A Man on the Edge dal volt hivatott felvezetni az Iron Maiden tizedik stúdióalbumát, amelyet új énekessel, a Bruce Dickinson helyére érkezett Blaze Bayley-vel rögzítettek. Bayley és Janick Gers gitáros közös szerzeményének dalszövegét a Michael Douglas főszereplésével készült Összeomlás című film ihlette. A dal refrénje maga a film eredeti angol címe: Falling Down. A promóciós videóklipben javarészt a zenekar látható, ahogy előadják a dalt; egyedül a refrénhez készítettek animációt, amelyben öltönyös, aktatáskás emberek zuhannak ki toronyházakból.
A Man on the Edge kislemez különböző formátumokban jelent meg 1995. szeptember 25-én az EMI kiadásában. Mindegyik kiadványon szerepel a The Edge of Darkness című dal, ami végül a nagylemezre is felkerült. A The Edge of Darkness dalszövegét szintén egy mozifilm, a vietnámi háború idején játszódó, Francis Ford Coppola rendezte, 1979-es Apokalipszis most ihlette. A 12"-es maxi-single hanglemezen a csak itt hallható I Live My Way a harmadik szám. A CD formátumban kiadott kislemezekre szintén olyan dalok kerültek fel, amelyek a nagylemezen nem szerepelnek: Dave Murray és Steve Harris közös szerzeménye, a Justice of the Peace, valamint egy újabb Bayley-Gers dal Judgement Day címmel. A maxi-single mellett egy dupla CD-s boxset változat is megjelent, ahol a dalok után az új énekessel készült kétrészes interjú hallható.
A Man on the Edge kislemez három hétig szerepelt a brit slágerlistán. Legmagasabb pozíciója a 10. hely volt, ami a Bayley-érában megjelent kislemezek közül a legjobb. A 2000-ben megjelent The Wicker Man kislemez B-oldalán a zenekarba akkor visszatérő Bruce Dickinson előadásában hallható a Man on the Edge dal egy 1999-es koncertfelvételről.

## Számlista
12" Maxi-Single
1. Man on the Edge (Blaze Bayley, Janick Gers) – 4:19
2. The Edge of Darkness (Steve Harris, Bayley, Gers) – 6:40
3. I Live My Way (Harris, Bayley, Gers) – 3:48

CD Maxi-Single
1. Man on the Edge (Bayley, Gers) – 4:19
2. The Edge of Darkness (Harris, Bayley, Gers) – 6:40
3. Justice of the Peace (Dave Murray, Harris) – 3:38
4. Judgement Day (Bayley, Gers) – 4:09

Box Set – CD 1
1. Man on the Edge (Bayley, Gers) – 4:19
2. The Edge of Darkness (Harris, Bayley, Gers) – 6:40
3. Judgement Day (Bayley, Gers) – 4:09
4. Blaze Bayley interview, Part I – 5:41

Box Set – CD 2
1. Man on the Edge (Bayley, Gers) – 4:19
2. The Edge of Darkness (Harris, Bayley, Gers) – 6:40
3. Justice of the Peace (Murray, Harris) – 3:38
4. Blaze Bayley interview, Part II – 5:55

## Közreműködők
- Blaze Bayley – ének
- Dave Murray – gitár
- Janick Gers – gitár
- Steve Harris – basszusgitár
- Nicko McBrain – dobok